# Kazimierz (Wieluń)
Pour les articles homonymes, voir Kazimierz (homonymie).
Kazimierz est une localité polonaise de la gmina de Skomlin, située dans le powiat de Wieluń en voïvodie de Łódź.